# Tiempos mejores (EP)
Tiempos mejores es el tercer extended play de la banda mexicana Comisario Pantera. Se publicó el 13 de noviembre de 2015 en formato físico y digital en México. Fue escrito por el vocalista de la banda; Darío Vital, producido por Pablo Romero y Sebastián Krys, y fue distribuido a través de EMI.
Se compone de cinco canciones originales, del cual se extrajeron sencillos como «Amiga» y «Aire». Aunque también destacaron sencillos como «Perfecta». Además la canción «Amiga» recibió la certificación de platino otorgado por la Asociación Mexicana de Productores de Fonogramas y Videogramas (AMPROFON).

## Antecedentes
En la ciudad de Guadalajara presentaron Tiempos Mejores. Además participaron en el evento Miércoles alternativos, organizado por Cultura de la Universidad de Guadalajara, el cual se llevó a cabo en el Teatro Vivian Blumenthal.
Después de haber cumplido 10 años de trayectoria en la escena rockera de México, la banda completó una gira por los Estados Unidos. En este estilo musical se fusionaron ritmos como el reggae, la música clásica y el rock progresivo. En su presentación en Guadalajara, Comisario Pantera fue el acto principal y realizó un recorrido por sus temas más destacados, incluyendo «A margo», «Sigue rocanroleando», «Honey» y «Amiga».

## Recepción
En el sitio web Rate Your Music recibió una puntuación de 3.06 sobre 5 estrellas.

## Lista de canciones
| Lista de canciones |                       |              |          |  |
| N.º                | Título                | Escritor(es) | Duración |  |
| 1.                 | «En mi defensa»       | Darío Vital  | 2:47     |  |
| 2.                 | «Aire»                | Darío Vital  | 2:45     |  |
| 3.                 | «Perfecta»            | Darío Vital  | 3:24     |  |
| 4.                 | «A la deriva»         | Darío Vital  | 2:38     |  |
| 5.                 | «Amiga (Bonus track)» | Darío Vital  | 3:23     |  |
| 14:57              |                       |              |          |  |

## Historial de lanzamiento
| País   | Fecha                   | Formato(s)            | Sello            | Ref.  |
| ------ | ----------------------- | --------------------- | ---------------- | ----- |
| México | 13 de noviembre de 2015 | CD + Descarga digital | EMI Music México | [ 2 ] |